# Uloborus furunculus
Uloborus furunculus es una especie de araña araneomorfa del género Uloborus, familia Uloboridae. Fue descrita científicamente por Simon en 1906.
Habita en India.